# 埃里克·埃里克松

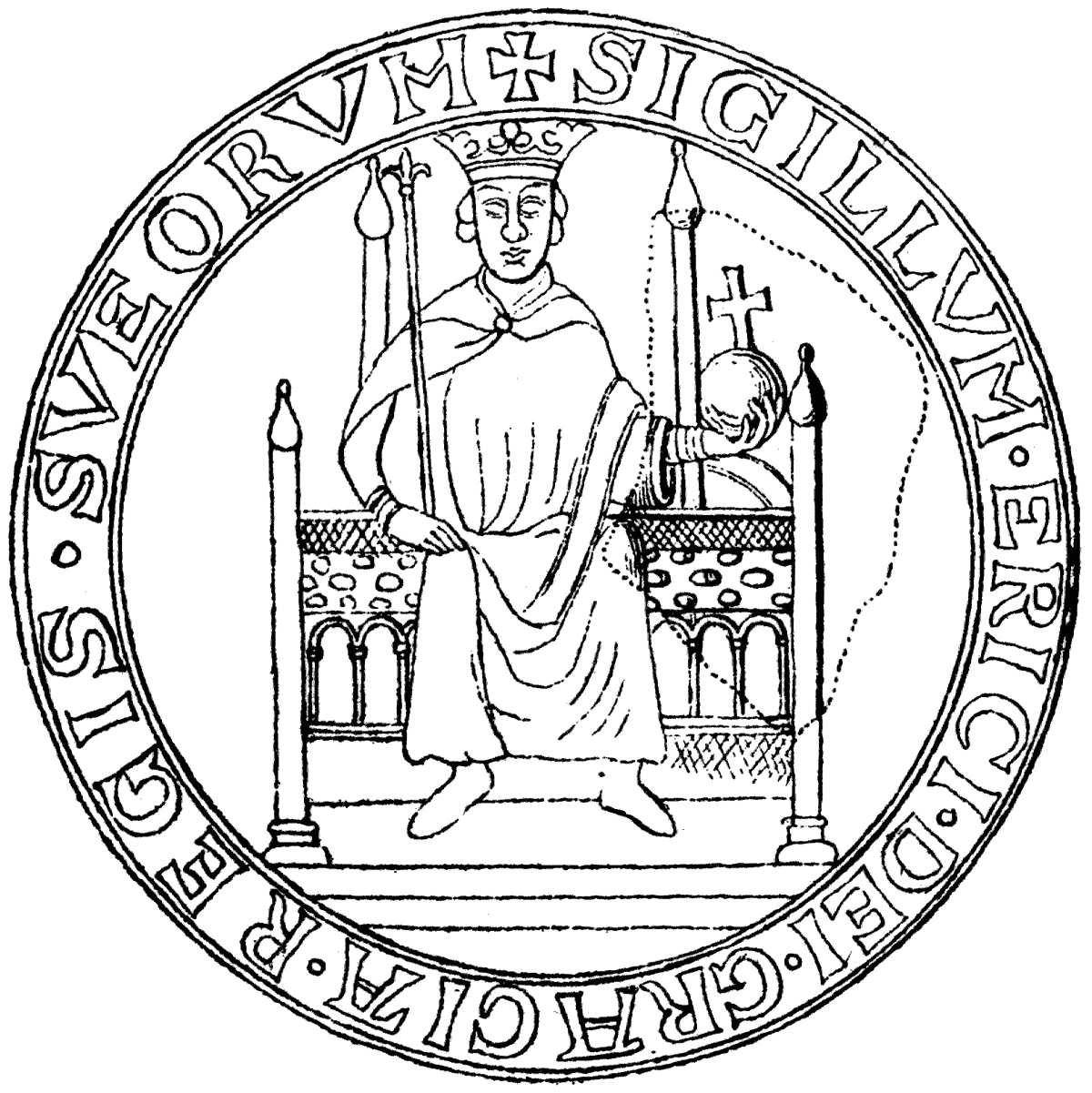
埃里克十一世的印章

埃里克·埃里克松（瑞典語：Erik Eriksson 或 Erik läspe och halte；1216年—1250年2月2日），被後世人稱為埃里克十一世，又被稱為不善言者和瘸子埃里克。埃里克王朝的瑞典國王（1222年－1229年及1234年－1250年在位）。埃里克王朝開創者埃里克九世的曾孫、克努特一世之孫、埃里克十世及丹麥公主丹麥的里基莎之子。

## 生平
12-13世紀時，斯渥克爾王朝與埃里克王朝敵對而又交替統治著瑞典，當時丹麥支持斯渥克爾王朝，而挪威卻支持埃里克王朝，父親埃里克十世即位後，約於1210年與前任丹麥國王瓦爾德馬一世的女兒、現任丹麥國王瓦爾德馬二世的妹妹丹麥的里基莎結婚，修補了與丹麥之間的關係。1216年，埃里克十世因為感冒突然在維辛索病逝，埃里克·埃里克松雖然仍未出生，教皇仍舊支持由此遺腹子即位為國王，但是瑞典貴族卻違反教皇的意願，讓斯渥克爾二世的兒子約翰一世成為國王，母親丹麥的里基莎被迫出走丹麥。
1222年3月10日，約翰一世在維辛索病逝，未婚無嗣，斯渥克爾王朝因此斷絕，由年僅6歲的埃里克·埃里克松被選為國王，回國即位，由遠房親戚克努特二世成為首席攝政。但是1229年埃里克十一世在奧盧斯特拉之戰戰敗後被克努特二世所廢黜，克努特二世自稱為王。埃里克十一世出奔丹麥投靠舅父瓦爾德馬二世。1231年，克努特二世加冕，但是只統治至1234年便逝世。埃里克十一世回國復位，並統治至1250年逝世為止。埃里克十一世迎娶已絕嗣的斯渥克爾王朝女繼承人斯渥克爾二世的外孫女加芙蓮，可算是最後將兩個敵對的家族聯繫起來，可惜二人並無男嗣，兩個王朝同樣終結。
埃里克十一世的姊姊英格堡·埃里克斯多塔嫁給勢力龐大的福爾孔家族的攝政公爵比爾耶爾，他們的長子瓦爾德瑪·比耶松被選為國王，由比爾耶爾攝政，開創了福爾孔王朝。